# Batalla de Guadalete
La batalla de Guadalete  (en árabe clásico:
معركة وادي لكة) es el nombre con el que se conoce una batalla que, según la historiografía tradicionalmente admitida, basada en crónicas árabes de los siglos X y XI, tuvo lugar en la península ibérica entre el 19 y el 26 de julio de 711 (aunque algunas fuentes señalan 712) cerca del río Guadalete (Bética) y cuyas consecuencias fueron decisivas para el futuro de la Península. En ella el rey visigodo Rodrigo fue derrotado y probablemente perdió la vida a manos de las fuerzas del Califato Omeya comandadas por Táriq ibn Ziyad. La derrota fue el comienzo de la rápida caída del Estado visigodo, cuyo poder militar y estabilidad se hallaban mermados por luchas internas por la sucesión al trono.
Desde el siglo XIX muchos historiadores han puesto en duda la ubicación tradicional de la batalla y la han ubicado entre Medina Sidonia y la laguna de La Janda, por lo que también se la denomina batalla de la laguna de La Janda o del río Barbate. El medievalista Sánchez Albornoz apoyó la tesis tradicional que identificaba el Wadi Lakka con el río Guadalete a su paso cerca de la despoblada ciudad hispanorromana de Lacca (acaso el Castrum Caesaris Salutariensis), junto a la fuente termal del Cortijo de Casablanca, a 7 km al sur de Arcos de la Frontera, en la Junta de los Ríos Guadalete y Majaceite.
Sin embargo, recientes estudios, basados más allá de elementos etimológicos, en la forma de combatir de los ejércitos enfrentados, número de efectivos, logística, estrategia y desarrollo de la batalla, todo confrontado con la fuente más contemporánea al suceso, como la Crónica mozárabe de 754, donde se narra el lugar como:

«Transductinis Promonturiis sese cum ei conflingendo recepit eoque prelio fugatum omnem gothonun exercitum...»
«Se fue [Rodrigo] a los montes Transductinos para luchar contra ellos y cayó en esta batalla al fugarse todo el ejército godo...»

Todo lo anterior puede llevar a pensar que la contienda tuvo lugar en esos lugares, en la zona del río Almodóvar, entre la Laguna de la Janda y el cerro de Torrejosa, desde donde se dominan todos los caminos. De esta manera, en puridad, debería llamarse Batalla de los montes Transductinos.

## Antecedentes
Según las fuentes, el caudillo Táriq estaba bajo las órdenes de Musa ibn Nusair, gobernador omeya del norte de África. Según la tradición cristiana posterior, el conde de Ceuta don Julián, gobernador y vasallo de don Rodrigo pero con lazos de fidelidad con el anterior rey Witiza (que había luchado y perdido la guerra de sucesión contra Rodrigo), habría planeado la invasión de península ibérica, facilitándole a Táriq el cruce del estrecho de Gibraltar en la noche del 27 al 28 de abril de 711. Esto sin embargo puede no ser más que una adaptación a la realidad de un poema medieval posterior que esgrimía la violación de Florinda la Cava, la hija de Don Julián, por parte de Rodrigo, como motivo de su traición. 
En la madrugada del 28 de abril de 711, el general omeya Táriq desembarcó en Tarifa soldados de a pie bereberes, quizás unos 7000 aunque las crónicas antiguas aumentan el número de efectivos de ambos bandos hasta 100 000 soldados en el lado visigodo. Las tropas de Táriq tomaron Carteia y posteriormente Algeciras, donde rechazaron el ataque de tropas provinciales visigodas al mando de Bancho o Sancho, sobrino de Rodrigo, que había salido a su encuentro. Poco después Táriq recibió 5000 refuerzos enviados por el califato. Sumaban 10 000 bereberes, 2000 árabes.
Mientras todo esto acontecía, el rey visigodo se encontraba combatiendo en el norte de la península ibérica contra los vascos. La noticia le tarda en llegar dos o tres semanas. La crisis que padecía el reino visigodo en aquellos momentos, con continuas confabulaciones y guerras fratricidas entre la nobleza para hacerse con el trono, limitaron considerablemente el margen de maniobra de Rodrigo a la hora de reclutar un ejército con el que hacer frente a la invasión, viéndose obligado a aceptar la interesada ayuda de sus anteriores rivales los witizanos. Tal como fuere, pudo organizar precipitadamente en Córdoba un ejército y partir al encuentro de Táriq. Las estimaciones del tamaño del ejército visigodo van desde los 2500 hasta los 40 000 hombres.

## La batalla

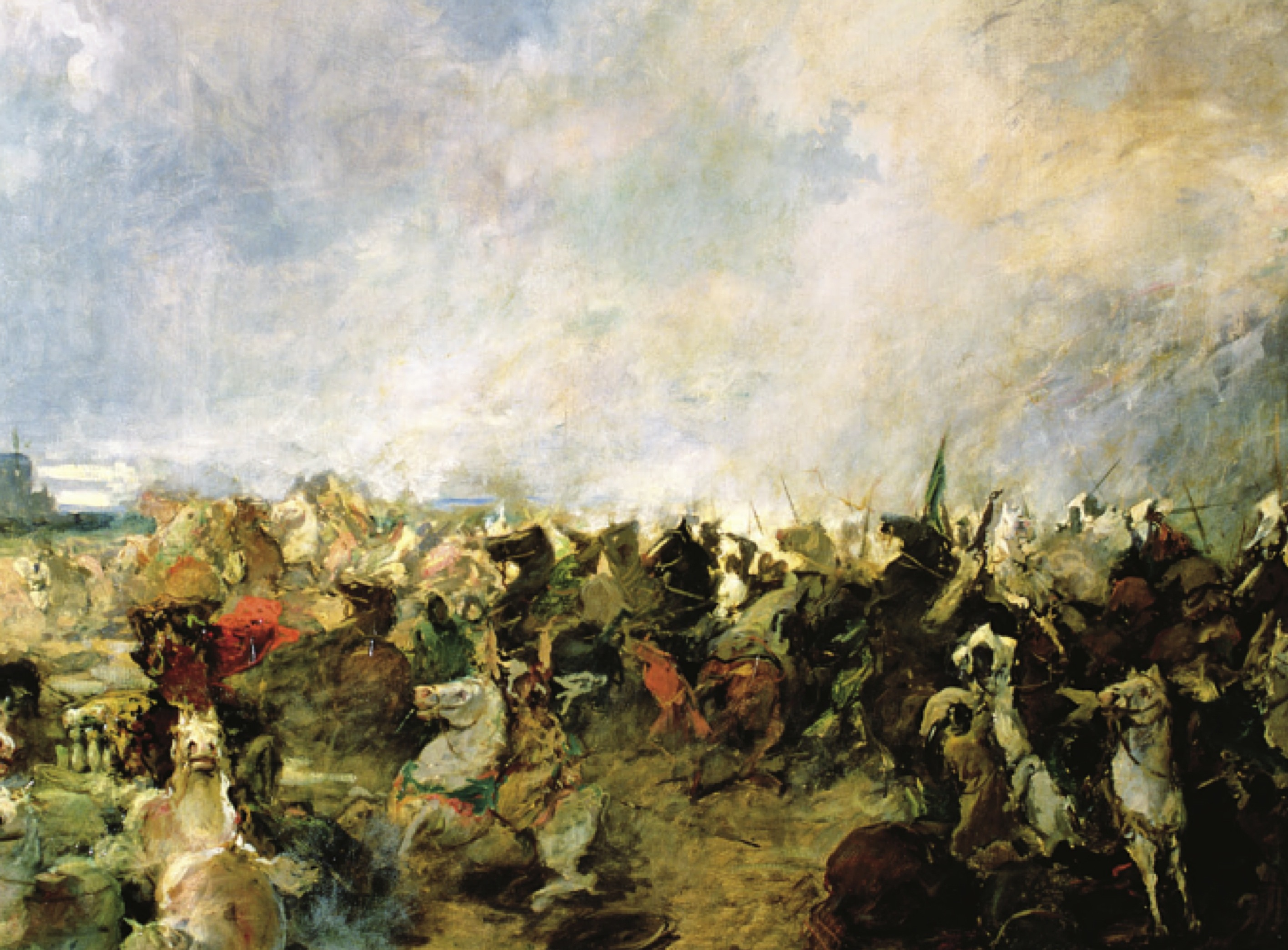
La batalla de Guadalete, de Salvador Martínez Cubells. (Real Academia de Bellas Artes de San Fernando, Madrid).

De acuerdo con las crónicas, el choque tuvo lugar en Wadi Lakka, sitio que según algunos historiadores podría situarse en Barbate  o en la propia Medina Sidonia o, según otros, que coinciden con la historiografía clásica, en el río Guadalete. Durante dos días ambos bandos se tantean en sangrientas escaramuzas.
Una vez empezada la batalla, los hijos de Witiza, que comandaban los flancos, se separaron del ejército visigodo, lo que dejó a Rodrigo en inferioridad numérica y técnica contra los musulmanes. Los bereberes diezmaron a las rodeadas fuerzas leales al monarca godo en un duro combate. El caballo de Rodrigo fue encontrado asaetado a orillas del río, pero el cadáver del rey no fue hallado nunca.
La fuerza visigoda fue destruida debido al engaño de los witizianos, al desconocimiento del modo de combatir bereber y a la probable muerte de Rodrigo. Táriq procedió a tomar Medina Sidonia y a continuación marchó hacia Córdoba, entablándose otra dura batalla cerca de Écija que también ganó. Tras estas victorias, antes de que terminase el año Táriq pudo apoderarse incruentamente de Toledo, que había quedado desprotegida al haberse llevado consigo Rodrigo su comitatus y a los spatarios de su guardia real.
Javier Iglesia Aparicio cita en un artículo que el benedictino del siglo XVII Gregorio de Argaiz, explicaba que los refugiados godos del duque Pedro se replegarían a Tetelia, (Castillo de Tedeja, junto a la actual Trespaderne), tras la caída de Amaya frente a los árabes. Cerrando el desfiladero de la Horadada que salvaguardaba el valle de Tobalina y la costa, algo así como “el último bastión” frente al invasor. En la huida desde Toledo, los espatarios supervivientes de la batalla de Guadalete, trasladarían el panteón real de los reyes godos hasta la cercana y desaparecida ermita de Santa María de los Reyes Godos.

## Consecuencias

La batalla de Guadalete se convirtió en el inicio de la conquista musulmana de la península ibérica.

El fulminante avance del ejército musulmán vino motivado por el posterior desconcierto en las filas godas tras la aplastante derrota del ejército real y la muerte del monarca, aumentado por la rápida caída de la capital, lo que evitó la elección de un nuevo rey y el establecimiento de una línea de resistencia. Lejos podían suponer los conjurados que su petición de ayuda para recuperar el trono a cambio de tributos les iba a costar tan caro y cuáles eran las verdaderas intenciones de conquista de los árabes.

En el devenir que tomaron los hechos, hubo factores importantes que lo propiciaron, como los numerosos descontentos que se unieron a las fuerzas invasoras. Así, éstas contaron con la colaboración de la población hispanorromana, que no tenía derecho a participar en el gobierno (salvo en el de la Iglesia) y que veía en el nuevo invasor un posible aliado contra los germanos. También se habla de la ayuda de la población judía, la cual venía siendo perseguida por la monarquía católica visigoda, y de que gran parte del resto de la población no opuso resistencia, exasperada por las continuas hambrunas y epidemias y deseosa de una estabilidad política.

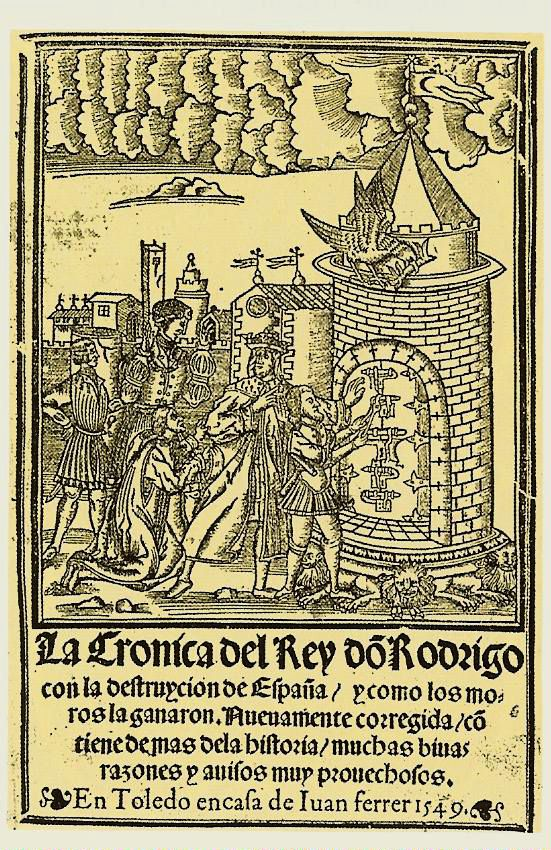
Portada de La crónica del rey Rodrigo, que recoge las tradiciones sobre el último rey visigodo y la pérdida cristiana de la península ibérica.

Musa, receloso de los éxitos de Tariq, decidió intervenir personalmente en el 712 al mando de un ejército de 18 000 hombres, en su mayoría árabes. Su objetivo era restablecer la autoridad legítima, que solo le competía a él en su calidad de gobernador de Ifriquiya-Magreb. La expedición, que tenía como meta Toledo, arrancó en Algeciras y continuó por Carmona, Sevilla y Mérida hasta que, en la comarca toledana, Tariq y Musa unieron sus fuerzas y continuaron la ocupación del valle del Ebro, Asturias y Galicia sin encontrar apenas resistencia.
El hijo de Musa, Abd al-Aziz, entretanto ocupaba el cuadrante sureste, Málaga, Granada y Murcia, donde firmó el 5 de abril de 713 un pacto con el godo Teodomiro, que se sometió a cambio de total autonomía y de que se le respetasen a sus súbditos libertades, posesiones y religión. En menos de tres años desde Guadalete, casi la totalidad de la Península quedó en poder del califato Omeya, que pasó a continuación a hostigar al reino franco merovingio.
Musa y Tariq fueron llamados para rendir cuentas a Damasco por el califa, y Musa, sin tener facultad para ello, nombró a su hijo gobernador (walí) de al-Ándalus, cuyo gobierno estuvo orientado al afianzamiento del dominio musulmán. Algunos historiadores han puesto en duda tanto la veracidad como la trascendencia de esta batalla. La mayoría, sin embargo, la considera la batalla más decisiva de la conquista musulmana de la península ibérica, que supuso la desaparición del reino visigodo peninsular.